# Tossal de l'Orri
El Tossal de l'Orri és una muntanya de 2.294 metres que es troba al municipi de la Vall de Boí, a la comarca de l'Alta Ribagorça.